# Président de la fédération de Russie
Ne doit pas être confondu avec Président du gouvernement de la fédération de Russie.
Le président de la fédération de Russie (en russe : Президент Российской Федерации romanisé : Prezident Rossiïskoï Federatsii) est le chef de l'État russe. Ce poste est actuellement occupé par Vladimir Poutine depuis 2012, de façon intérimaire de 1999 à 2000 puis de plein exercice de 2000 à 2008. Depuis la chute de l'Union soviétique le 25 décembre 1991 et la rédaction de la nouvelle Constitution, la Russie a connu trois présidents, les deux autres étant Boris Eltsine et Dmitri Medvedev.

## Élection présidentielle

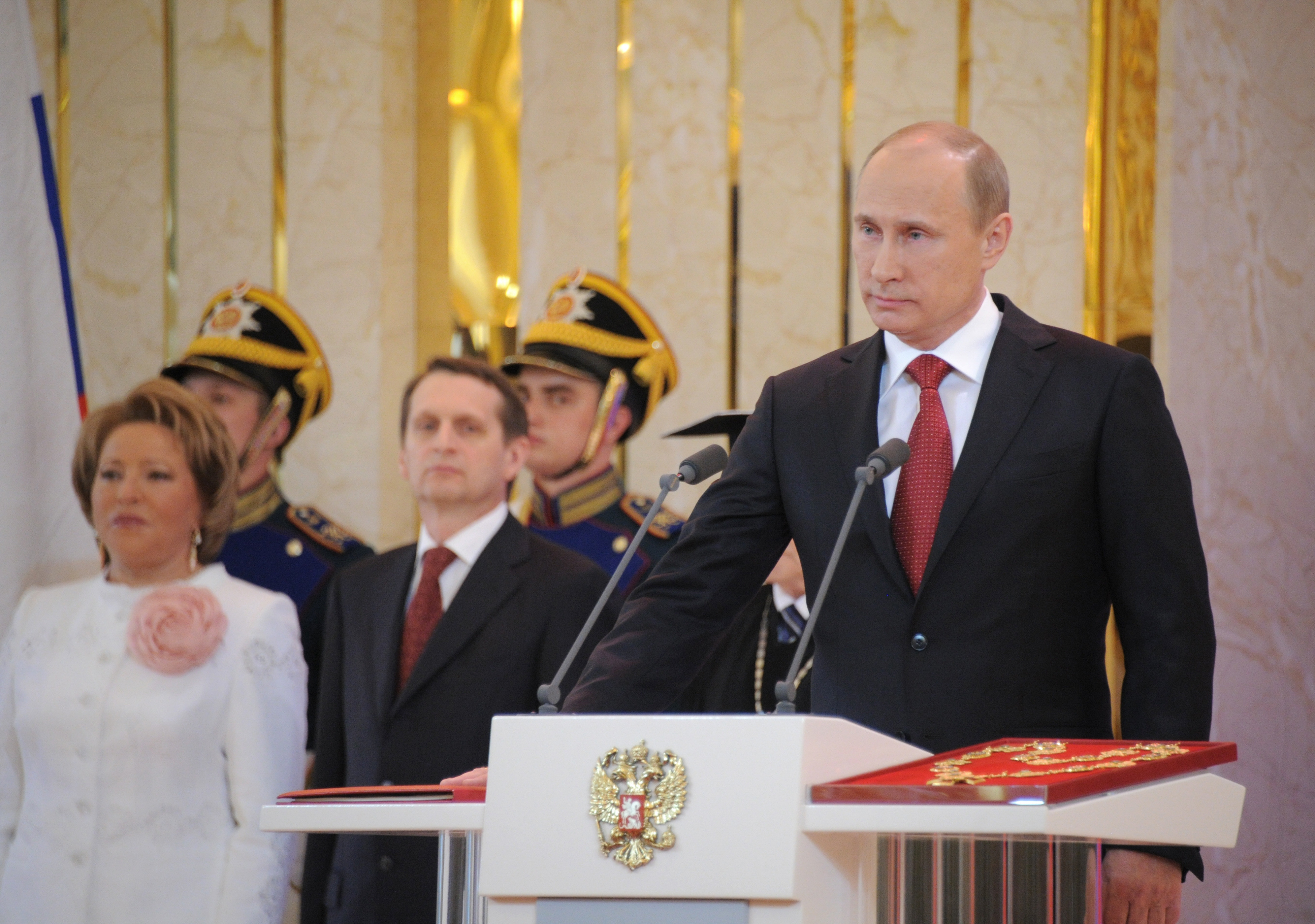
Vladimir Poutine prêtant serment en plaçant sa main sur la copie présidentielle de la Constitution russe (2012).

### Conditions d'une candidature
Le président de la Russie est élu au scrutin uninominal majoritaire à deux tours pour un mandat de six ans, renouvelable une seule fois. Cette durée était de dix ans avant les amendements de 2020.
Pour être candidate, une personne doit avoir au moins 35 ans et avoir résidé de manière permanente en Russie pendant 25 ans. 

#### Historique
Jusqu’à l’élection présidentielle de 2008, la durée d’un mandat présidentiel était de quatre ans. Le 26 novembre 2008 cependant, la Douma et le Conseil de la fédération adoptent une révision constitutionnelle proposée par Dmitri Medvedev allongeant la durée d’un mandat présidentiel de quatre à six années. Cette mesure s’applique pour la première fois lors de l’élection présidentielle de 2012, remportée par Vladimir Poutine,.
De décembre 1991 à juillet 2020, l'interdiction d'effectuer plus de deux mandats présidentiels ne s'appliquait qu'aux mandats consécutifs : il n’était donc pas possible d’effectuer trois mandats consécutifs, mais rien n’empêchait un candidat de se représenter ultérieurement après une « pause » d’au moins une mandature, une pratique mise en œuvre par Vladimir Poutine de 2008 à 2012. À la suite du référendum constitutionnel de juillet 2020, Vladimir Poutine signe une loi qui fixe la limite de manière plus stricte à deux mandats, consécutifs ou non, mais sans que soient pris en compte les mandats antérieurs ou en cours lors de l'adoption des amendements le 4 juillet 2020. Cette loi permet à Vladimir Poutine, alors président en exercice depuis 2012, d'être potentiellement président jusqu'en 2036.

### Processus électoral
L’élection du président est régulée par la loi sur l’élection présidentielle et les garanties de base des droits électoraux.
Le Conseil de la fédération convoque normalement les élections présidentielles. S’il ne le fait pas, la Commission des élections centrales les convoque. Le jour de l’élection est le deuxième dimanche du mois et le territoire électoral est la fédération russe.
Chaque faction politique de la Douma, la chambre basse, a le droit de nommer un candidat pour les élections présidentielles. Le nombre minimum de signatures pour qu’un candidat aux élections présidentielles soit nommé par un parti politique sans représentation parlementaire est de 100 000 électeurs, ce qui est plus raisonnable que les 2 000 000 signatures qu’il fallait réunir avant que la loi électorale ne soit amendée.

### Prestation de serment
Une fois élu, le président doit prêter serment devant l’Assemblée fédérale de la fédération de Russie et les juges de la Cour constitutionnelle.
Selon l’article 82(1) de la Constitution de la fédération de Russie, le serment à prononcer est :

« Клянусь при осуществлении полномочий Президента Российской Федерации уважать и охранять права и свободы человека и гражданина, соблюдать и защищать Конституцию Российской Федерации, защищать суверенитет и независимость, безопасность и целостность государства, верно служить народу. »

— Article 82(1) de la Constitution

« Je jure dans l'exercice des attributions de Président de la fédération de Russie, de respecter et de protéger les droits et libertés de l'homme et du citoyen, de respecter et défendre la Constitution de la fédération de Russie, de défendre la souveraineté et l'indépendance, la sécurité et l'intégrité de l’État, de servir fidèlement le peuple. »

— Article 82(1) de la Constitution

## Compétences du président

### Garant de la Constitution
En tant que garant de la Constitution et de l’ensemble des lois constitutionnelles, le Président s’assure que les Constitutions, les lois et les règlements des territoires constitutifs de la fédération de Russie soient en conformité avec la Constitution et les lois fédérales du pays.

### Nomination
Le président joue un rôle important dans la nomination des officiels du pays. Il nomme les candidats pour les fonctions officielles, qui doivent à terme être élus par un vote parlementaire. Le président soumet au Conseil de la fédération, la chambre haute de l’Assemblée fédérale de la fédération de Russie, les nominations des juges de la Cour constitutionnelle, de la Cour suprême et de la Cour suprême d’arbitrage (ru) ainsi que du procureur général. Le président peut aussi soumettre une proposition pour démettre ce dernier de ses fonctions.
Il soumet à la Douma les nominations au poste de président de la Banque centrale de Russie et peut, de la même manière, proposer de le démettre de ses fonctions.

### Législation
D’après la procédure établie par la Constitution, le président exerce le droit d'initiative, c’est-à-dire qu’il peut soumettre des projets de loi. Il les promulgue et peut aussi y apposer son veto.
Le président peut suspendre les lois et règlements adoptés par les organes exécutifs des territoires constitutifs de la Russie, si ces lois et règlements sont contraires à la Constitution, aux lois fédérales ou aux obligations internationales de la fédération russe, ou violent les droits de l’homme et les libertés civiles dans l’attente de la résolution du problème par la juridiction appropriée.
Il peut réunir ou ajourner les sessions d'une ou des deux chambres du Parlement en cas de circonstances extraordinaires. Les autres pouvoirs du président dans la sphère des activités légales et de ses interactions avec le Parlement, dont les élections à la Douma, sa dissolution et, dans certains cas, l'organisation de référendum.

### Politique intérieure
D’après la Constitution, le président n’a pas le pouvoir de déterminer l’ensemble des objectifs à court, moyen et long terme mais seulement ses orientations fondamentales. Ces objectifs doivent être mis en œuvre par le Président lui-même et par le gouvernement russe dans les limites de leur autorité. Les positions fondamentales du président sont exprimées dans ses décisions écrites concernant les projets de lois fédérales constitutionnelles et de lois fédérales.
Dans les limites de l’autorité accordée au chef de l’État par la Constitution et les autres lois, le président peut aussi modeler les grandes lignes de la politique intérieure en adoptant des règlements et en exerçant des modifications organisationnelle, notamment par l’adoption de décrets et d’ordonnances exécutives. Chaque année, le président doit faire un discours devant l’Assemblée fédérale sur l’état du pays et sur les politiques intérieures et étrangères de l’État.

### Politique étrangère
Le président dispose de nombreux droits dans l’exercice de la politique étrangère de l’État. Le président détermine la position de la Russie dans les affaires internationales et représente l’État dans les relations internationales, conduit les négociations et ratifie les traités. Le président accrédite et rappelle les représentants diplomatiques de la Russie auprès des États étrangers et des organisations internationales. Ces désignations sont précédées par des consultations avec les comités et commissions respectives des deux chambres de l’Assemblée fédérale. Le président signe aussi les traités internationaux.

### Chef des forces armées
Le président de la fédération est le chef des Forces armées de la fédération de Russie. Il peut décréter l’état de siège et l’état d’urgence.

### Grâce présidentielle
Le président peut, par ailleurs, accorder la grâce présidentielle et le sursis.

### Fonctions protocolaires
L’un des rôles protocolaires du Président est celui d’accorder les récompenses fédérales. Les décorations de la fédération de Russie sont les plus hautes formes de reconnaissance officielle accordées aux individus pour service rendu à la Nation en matière de défense, de construction, d’économie, de science, de culture, d’art, d’éducation, de santé, de sécurité publique, de défense des droits et de charité. Les récompenses comprennent celles de héros de la fédération de Russie et de héros des travailleurs de la fédération de Russie ainsi que les ordres, médailles, emblèmes et titres honoraires. De nouveaux ordres et de nouvelles récompenses peuvent être établis par le Président, qui les présente lors de cérémonies officielles. Une Commission sur les récompenses d’État, qui travaille sur une base volontaire, aide le président à déterminer objectivement les récipiendaires potentiels.

## Statut

### Résidences
La résidence officielle principale du Président est le palais des Térems (résidence privée) dans le complexe du Kremlin de Moscou. Le président peut aussi utiliser le Grand Palais du Kremlin (la résidence cérémonielle).
Depuis l’an 2000, le président travaille quotidiennement à Novo-Ogariovo (russe : Ново-Огарёво). Il est prévu qu’il reste à la disposition de Vladimir Poutine après la fin de son mandat, tout comme Gorki-9 (Горки-9) était resté à la disposition de Boris Eltsine après son départ.
Le président a aussi plusieurs résidences de vacances hors de Moscou :
- le Rus (Русь) de Zavidovo (eo) dans l’oblast de Tver, au nord-ouest de Moscou ;
- le palais Constantin de Saint-Pétersbourg, reconstruit pour les 300 ans de Saint-Pétersbourg ;
- Botcharov Routcheï (Боча́ров Руче́й) à Sotchi ;
- Chouïskaïa Tchoupa (Шу́йская Чупа́) à 25 km de Petrozavodsk en Carélie ;
- Dolguye Borody à Valdaï, oblast de Novgorod, entre Moscou et Saint-Pétersbourg ;
- Voljskii Outios (Во́лжский утёс, lit. Falaise sur la Volga) sur les rives du réservoir de Kouïbychev (700 km à l’est de Moscou) ;
- Tantal (Танта́л, lit. tantale) sur les rives de la Volga à 25 km de Saratov ;
- Sosny (Со́сны, lit. pins) sur les rives de l’Ienisseï, près de Krasnoïarsk en Sibérie occidentale ;
- Angarskie khoutora (Анга́рские хутора́, lit. ferme de Angarsk) à 47 km d’Irkoutsk en Sibérie orientale ;
- Maly istok (Ма́лый исто́к, lit. la petite source) dans la forêt d’Iekaterinbourg dans l’Oural.

### Insignes
Après la prestation de serment par le président élu, les insignes suivants lui sont attribuées. Ils permettent de distinguer le rang de la fonction et sont utilisés à des occasions spéciales.
Le premier insigne est le collier avec un emblème. L’emblème central est une croix rouge avec des branches de taille égale et portant les armoiries russes. De l’autre côté, les mots « bénéfice, honneur et gloire » sont inscrits en forme de cercle et un cercle doré est utilisé pour lier la croix au reste de la chaîne. Il y a 17 chaînons avec l’emblème, dont 9 sont les armoiries de la Russie. Les huit autres sont une rosette, portant elle aussi la devise « bénéfice, honneur et gloire ». À l’investiture de Vladimir Poutine, l’emblème fut placé sur un coussin rouge positionné à gauche du podium. D’après le site du président, l’emblème se trouve au Kremlin et n’est utilisé qu’à certaines occasions.
L'étendard est une version carrée du drapeau russe portant en son centre les armoiries de la Russie. Une bordure rouge est ajoutée à l'étendard. Des copies sont utilisées dans son bureau, au Kremlin, et dans les autres agences de l’État, et lorsque le président est dans un véhicule en Russie. Une version au ratio 2:3 du drapeau est utilisée lorsque le président est en mer. C'est le symbole le plus utilisé pour désigner la présence du président.
Le président dispose aussi d’une copie spéciale de la Constitution de la fédération de Russie utilisée pour les inaugurations. Elle possède une reliure rigide et rouge avec des lettres d’or ainsi qu’une image des armoiries russes en argent. Cette copie spéciale est gardée à la bibliothèque présidentielle.

Autre étendard présidentiel.
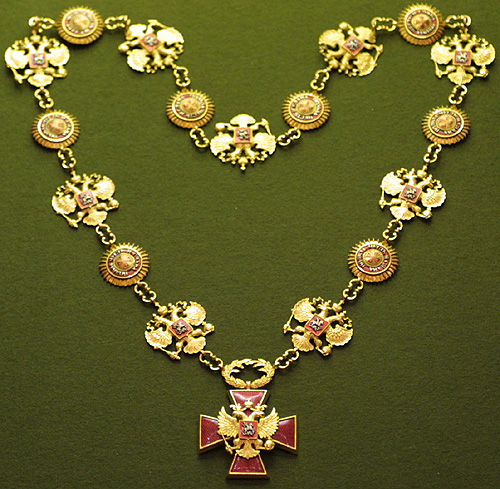
Collier de la fonction.
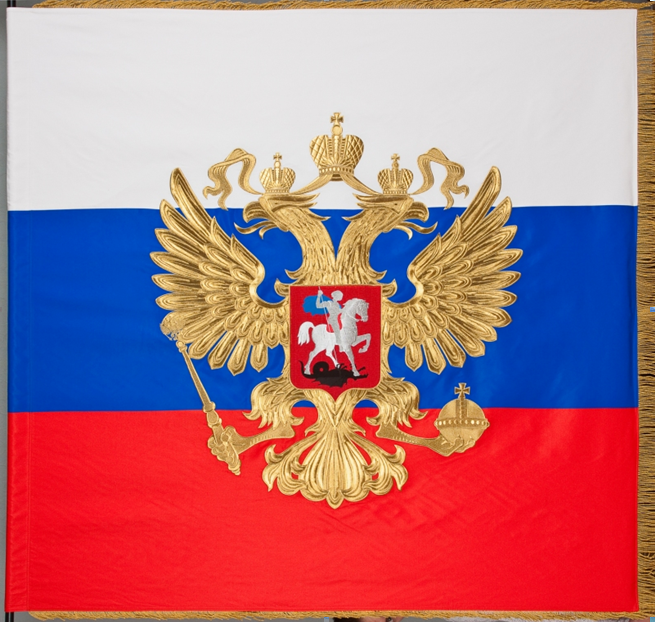
Étendard présidentiel.

Ces insignes et leurs procédures de remise ont été établis par le décret présidentiel no 1138 du 5 août 1996 et modifiés par le décret no 832 du 6 mai 2000. Dans le nouveau décret, la copie spéciale de la Constitution fut supprimée de la liste des symboles de la présidence russe. Les deux autres symboles furent maintenus car ils étaient, et sont toujours, régulés par deux décrets distincts. Néanmoins, la copie spéciale de la Constitution existe toujours et sert lors des inaugurations, sans pour autant être un symbole officiel de la présidence.

### Transport

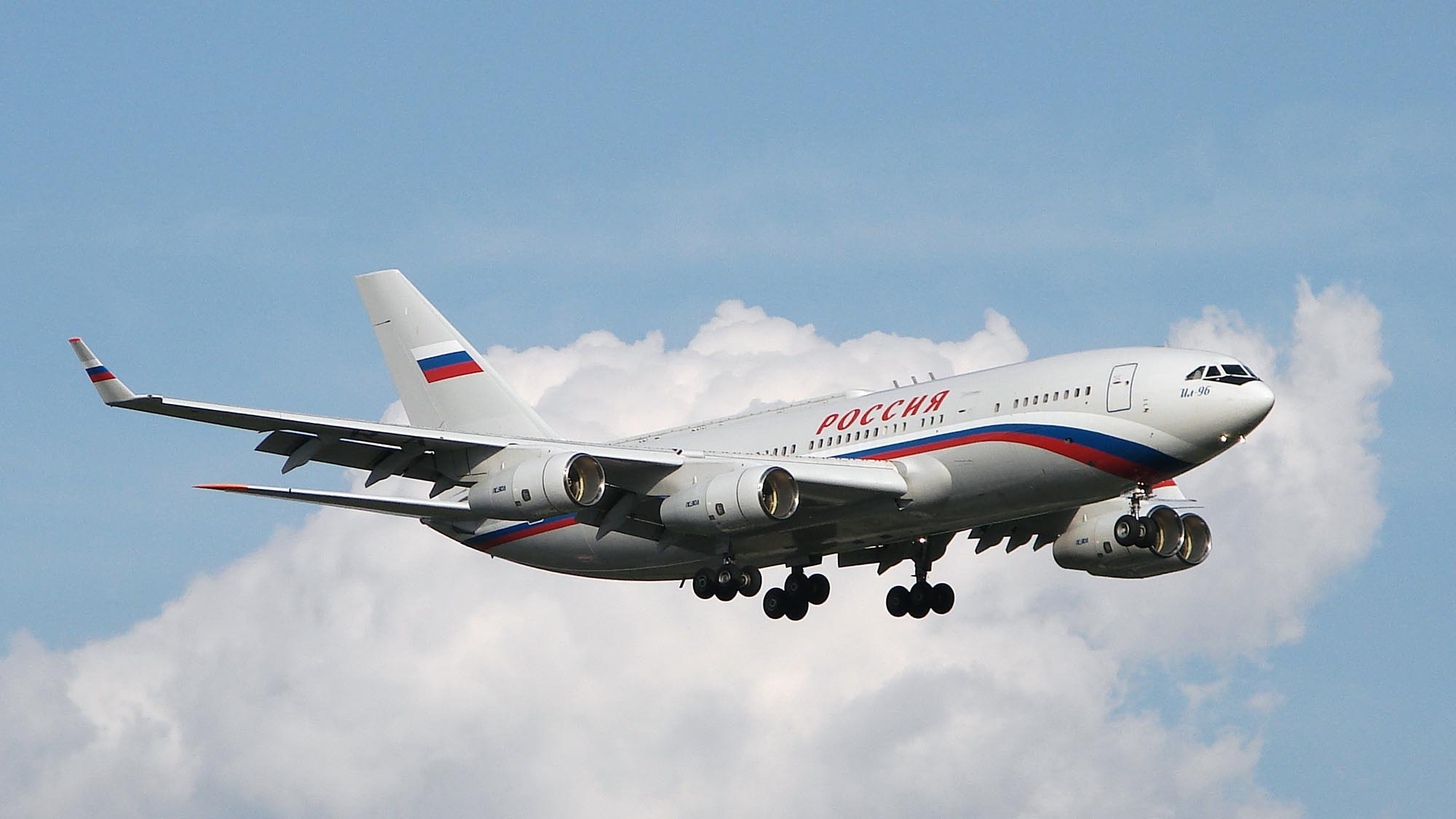
Iliouchine Il-96-300PU — L'avion présidentiel russe.

Les services nationaux de transport du président russe sont opérés par le Garage à buts spéciaux. C’est une unité du service fédéral de protection[réf. nécessaire].
Les véhicules terrestres dont dispose le Président sont des limousines, des véhicules d'escorte et des motos d'escorte. Les limousines sont une ZiL et une Mercedes-Benz. Les véhicules d'escorte sont une Mercedes-Benz (dont le G-Wagen) et une Chevrolet. Enfin, les motos d'escorte sont une Oural et une BMW.
Les déplacements par avion du Président sont assurés par la compagnie aérienne Rossiya.
Les avions sont utilisés pour les longs voyages. Les avions disponibles sont : l'Iliouchine Il-96-300PU (l'avion principal), l'Iliouchine Il-62M, le Dassault Falcon 900, le Tupolev Tu-154 (moyenne portée), le Yakovlev Yak-40 (courte portée) et le Tupolev Tu-214PU.
Enfin, l'hélicoptère dont dispose le président est un Mil Mi-8.
L’avion présidentiel utilise les mêmes couleurs que les avions standard de la compagnie Rossiya, sauf pour l’usage des armoiries et de l’étendard présidentiel sur l’empennage à la place du drapeau de la Russie.
Au printemps 2013, un héliport fut construit au Kremlin de Moscou. D’après le chef de l’agence de propriété du Kremlin, la construction de l’héliport pour le président coûta 200 millions de roubles. L’héliport se situe dans le jardin Taïnitsky au Kremlin, près des murs extérieurs.

### Affiliation politique
Aucun des présidents russes n’a été, jusqu’à présent, membre d’un parti politique pendant ou après son mandat. En 2012, commentant son départ de chef du parti Russie unie, Vladimir Poutine déclare que « la Constitution n’interdit pas au président d’être membre d’un parti, mais dans l’esprit de l’évolution de notre vie politique, un président doit principalement être un visage unificateur pour les forces politiques du pays, pour tous les citoyens ».

## Présidents successifs

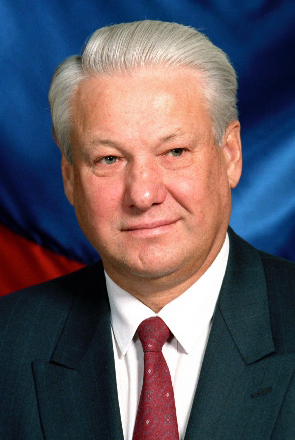
Boris Eltsine (1991-1999)
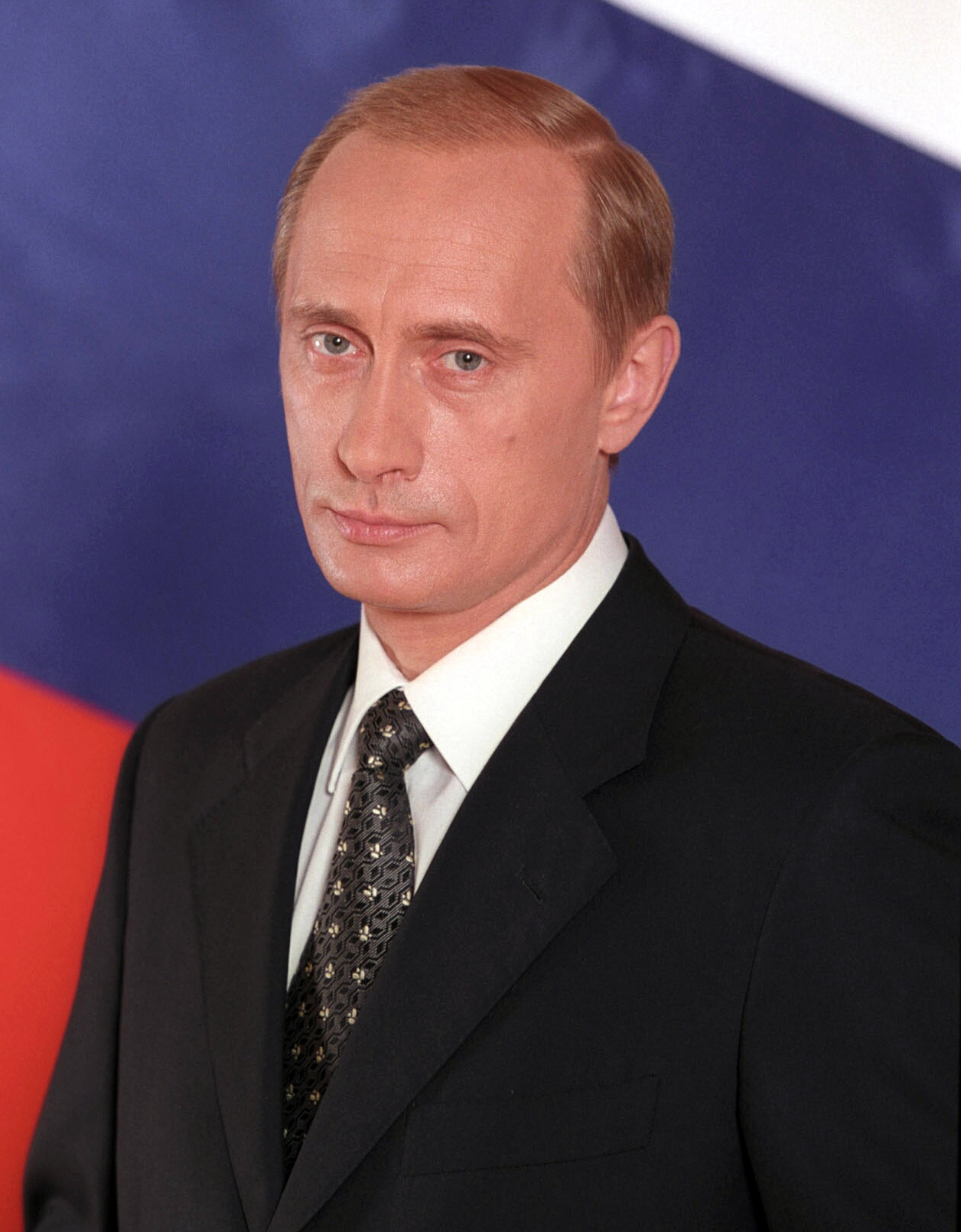
Vladimir Poutine (1999-2008)
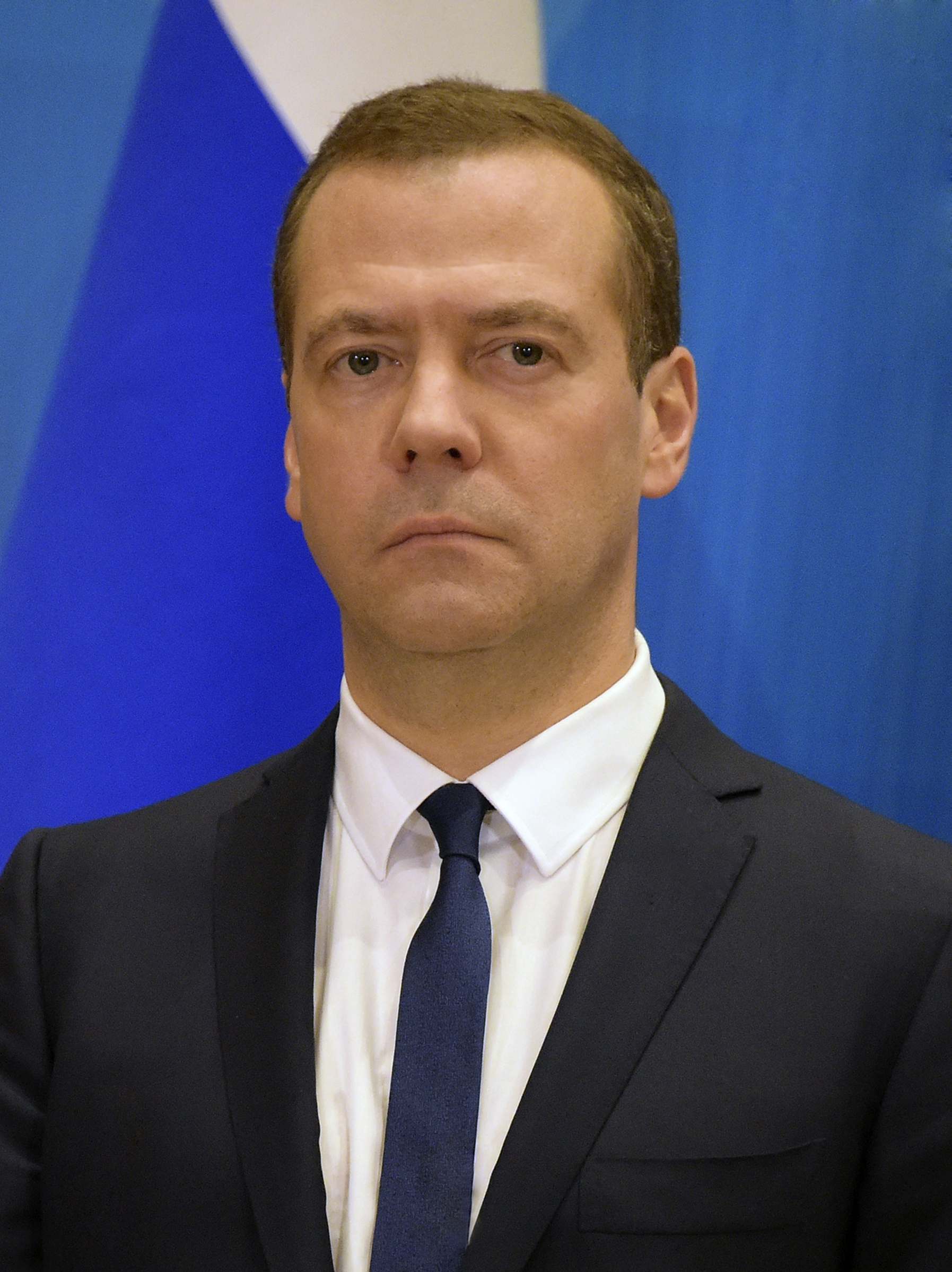
Dmitri Medvedev (2008-2012)
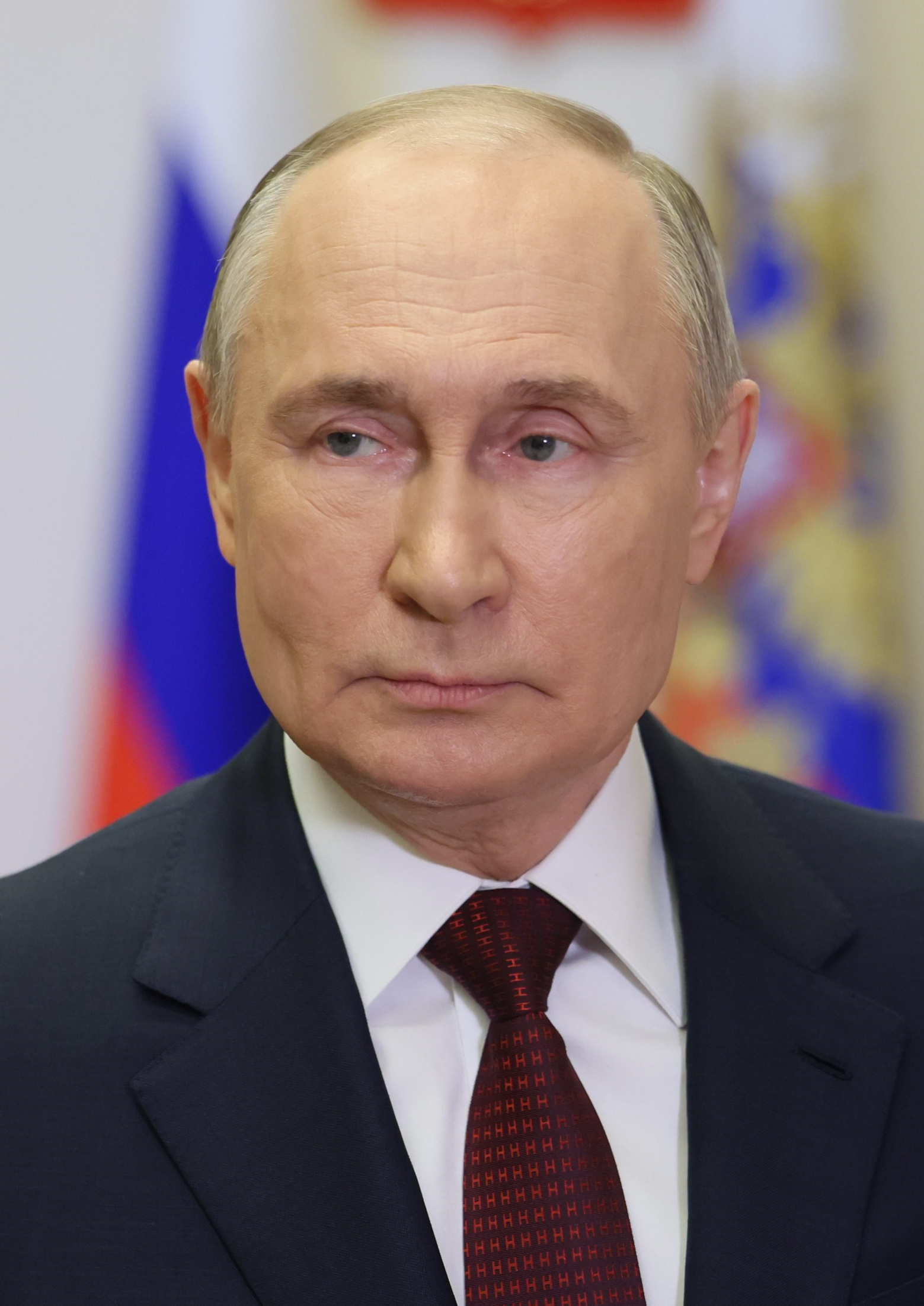
Vladimir Poutine (depuis 2012)

## Sources

## Compléments